# Boxe aux Jeux panaméricains de 1975
Navigation
Édition précédente Édition suivante
Les compétitions de boxe anglaise des Jeux panaméricains 1975 se sont déroulées du 12 au 26 octobre à Mexico.

## Résultats

### Podiums
| Catégories                    | Or                | Argent           | Bronze                              |
| Poids mi-mouches (-48 kg)     | Jorge Hernández   | Miguel Mercedes  | Reinaldo Becerra Arturo Urruzquieta |
| Poids mouches (-51 kg)        | Ramon Duvalon     | Victor Vinuesa   | Roberto Espinosa Alfredo Pérez      |
| Poids coqs (-54 kg)           | Orlando Martínez  | Bernard Taylor   | Alejandro Silva Angel Pacheco       |
| Poids plumes (-57 kg)         | Davey Armstrong   | Genovefo Grinan  | Hugo Rengifo Carlos Calderón        |
| Poids légers (-60 kg)         | Chris Clarke      | Aaron Pryor      | Odalis Perez Luis Echaide           |
| Poids super-légers (-63,5 kg) | Sugar Ray Leonard | Victor Corona    | Jesus Navas Jesus Marte             |
| Poids welters (-67 kg)        | Clinton Jackson   | Kenneth Bristol  | Pedro Gamarro Emilio Correa         |
| Poids super-welters (-71 kg)  | Rolando Garbey    | Michael Prevost  | Alfredo Lemus Charles Walker        |
| Poids moyens (-75 kg)         | Alejandro Montoya | Fernando Martins | Nicolas Arredondo Idelfonso Gomez   |
| Poids mi-lourds (-81 kg)      | Rene Pedroso      | Leon Spinks      | João Batista Juan Suarez            |
| Poids lourds (+81 kg)         | Teófilo Stevenson | Michael Dokes    | Trevor Berbick Jair de Campos       |

### Tableau des médailles
| Place | Pays                   | Médaille d'or, Amérique | Médaille d'argent, Amérique | Médaille de bronze, Amérique | Total |
| ----- | ---------------------- | ----------------------- | --------------------------- | ---------------------------- | ----- |
| 1     | Cuba                   | 7                       | 2                           | 2                            | 11    |
| 2     | États-Unis             | 3                       | 4                           | 1                            | 8     |
| 3     | Canada                 | 1                       | 1                           | 0                            | 2     |
| 4     | Brésil                 | 0                       | 1                           | 2                            | 3     |
| 5     | République dominicaine | 0                       | 1                           | 1                            | 2     |
| 6     | Équateur               | 0                       | 1                           | 0                            | 1     |
| 6     | Guyana                 | 0                       | 1                           | 0                            | 1     |
| 8     | Venezuela              | 0                       | 0                           | 8                            | 8     |
| 9     | Mexique                | 0                       | 0                           | 2                            | 2     |
| 9     | Porto Rico             | 0                       | 0                           | 2                            | 2     |
| 11    | Jamaïque               | 0                       | 0                           | 1                            | 1     |
| 11    | Argentine              | 0                       | 0                           | 1                            | 1     |
| 11    | Nicaragua              | 0                       | 0                           | 1                            | 1     |
| 11    | Salvador               | 0                       | 0                           | 1                            | 1     |
| Total | 14 pays médaillés      | 11                      | 11                          | 22                           | 44    |